# Sertão Paraibano
Sertão Paraibano é uma região geográfica do estado brasileiro da Paraíba.
Segundo a divisão geográfica do IBGE vigente entre 1989 e 2017, o Sertão Paraibano era considerado uma mesorregião, composta pelas microrregiões de Cajazeiras, Catolé do Rocha, Itaporanga, Patos, Piancó, Serra do Teixeira e Sousa. Em 2017, o IBGE extinguiu as mesorregiões e microrregiões, criando um novo quadro regional brasileiro, com novas divisões geográficas denominadas, respectivamente, regiões geográficas intermediárias e imediatas. Segundo a nova divisão, o Sertão Paraibano corresponde parcialmente às regiões geográficas intermediárias de Patos e Sousa-Cajazeiras.
Por força da Lei Estadual nº 12.418, de 14 de outubro de 2022, o município de Patos se tornou oficialmente a capital da região.

## História
O processo de colonização do Sertão Paraibano teve início no século XVIII e coube ao capitão Teodósio de Oliveira Ledo, Capitão-Mor das Piranhas, Cariris e Piancós, a função de fundar um arraial no sertão e desenvolver a agropecuária local.
Então a 27 de julho de 1698 no sertão das Piranhas, no lugar denominado povoação do Piancó, o capitão-mor Teodósio de Oliveira Ledo fundou o Arraial de Nossa Senhora do Bom Sucesso do Piancó, que depois viria a ser Vila e então cidade com o nome de Pombal, que é a terceira cidade mais antiga da Paraíba e primeira do Sertão.
Subindo pelo vales dos Rios Piancó e Piranhas outras povoações surgiram consequentemente, como Catolé do Rocha, a noroeste de Pombal, Patos, na entrada do sertão, Sousa e Cajazeiras, a oeste. Entre o final do século XVIII e início do século XIX as bandeiras atingiram os Cariris de Princesa, além da Serra do Teixeira e concluiu-se então a colonização do Sertão da Paraíba.

## Geografia

### Hidrografia
Os principais reservatórios de água do Sertão Paraibano são os seguintes: Barragem Doutor Estevam Marinho, também conhecido por Açude Coremas (591 646 222 m³) e o açude Mãe d'Água (640 000 000 m³), localizados em Coremas; Cachoeira dos Cegos (71 887 047 m³), em Catingueira; Capoeira (53 450 000 m³), em Santa Terezinha; Engenheiro Arcoverde (36 834 375 m³), em Condado; e Farinha (25 738 500 m³) e Jatobá (17 516 000 m³), localizados em Patos.

### Regiões metropolitanas
Atualmente na região do Sertão Paraibano existe 4 regiões metropolitanas oficialmente, com destaque para a Região Metropolitana de Patos, com 238.023 habitantes, a mais importante dessa região. Abaixo segue as 4 regiões metropolitanas, com sua respectiva população, em 2017.
| Posição | Região metropolitana | População | Mapa                                   |
| ------- | -------------------- | --------- | -------------------------------------- |
| 1       | Patos                | 238 023   | Região Metropolitana de Patos          |
| 2       | Cajazeiras           | 177 519   | Região Metropolitana de Cajazeiras     |
| 3       | Vale do Piancó       | 148 796   | Região Metropolitana do Vale do Piancó |
| 4       | Sousa                | 117 604   | Região Metropolitana de Sousa          |

### Cidades mais populosas
Abaixo as cidades mais populosas do Sertão da Paraíba.